# Список періодичних функцій
Це список основних добре відомих періодичних функцій.

## Функції дійсних чисел

### Тригонометричні функції
- Синус
- Косинус
- Цис
- Тангенс
- Котангенс
- Секанс
- Косеканс
- Ексеканс
- Екскосеканс
- Синус-верзус
- Косинус-верзус
- Гаверсинус

### Синус-подібні функції
- Трохоїда
- Циклоїда
- Функція Клаузен

### Негладкі функції
- Трикутна хвиля (Не безперервна перша похідна)
- Пилоподібна (Не безперервна)
- Меандр (Не безперервна)
- Циклоїда (Не безперервна перша похідна)
- Тангенс (Не безперервна)
- Котангенс
- Секанс
- Косеканс
- Ексеканс
- Екскосеканс

### Функції векторних значень
- Епітрохоїда
- Епіциклоїда (Окремий випадок епітрохоїда)
- Равлик Паскаля (Окремий випадок епітрохоїда)
- Гіпотрохоїда
- Гіпоциклоїда (Окремий випадок гіпотрохоїда)
- Спірограф (Окремий випадок гіпотрохоїда)

## Подвійно періодичні функції
- Еліптичні функції Якобі
- Еліптичні функції Вейєрштрасса